# Paula Shaw

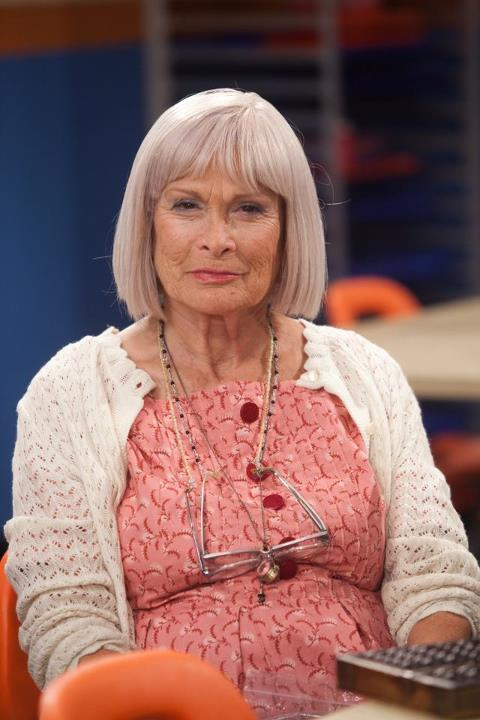
Paula Shaw

Paula Shaw (* 17. Juni 1941 in New York City, New York) ist eine US-amerikanische Theater- und Filmschauspielerin.

## Leben
Paula Shaw wuchs in der Bronx auf und studierte Schauspiel am Bard College. In den 1960er Jahren wurde sie zunächst als Theater- und ab den 1970er Jahren auch als Filmschauspielerin tätig. Sie spielte 2003 „Pamela Voorhees“ im Horrorfilm Freddy vs. Jason sowie „Mrs. Byrne“ in der Serie Mr. Young ab 2011 oder „Charlotte Jeffers“ in Cedar Cove – Das Gesetz des Herzens 2013. Insgesamt wirkte sie in über 80 Filmproduktionen mit.

## Filmografie (Auswahl)
- 1976–1977: Wir vom 12. Revier (Barney Miller, Fernsehserie, 3 Folgen)
- 1982: Das schönste Freudenhaus in Texas (The Best Little Whorehouse in Texas)
- 1989–1994: Schatten der Leidenschaft (The Young and the Restless, Fernsehserie, 8 Folgen)
- 2002: Insomnia – Schlaflos (Insomnia)
- 2003: Freddy vs. Jason
- 2005: Terminal City (Fernsehserie, 9 Folgen)
- 2011–2013: Mr. Young (Fernsehserie, 44 Folgen)
- 2013: Cedar Cove – Das Gesetz des Herzens (Cedar Cove, Fernsehserie, 12 Folgen)
- 2017: Destination Wedding
- 2020: Five Star Christmas